# 弗朗兹·克萨韦尔·沃尔夫冈·莫扎特
弗朗兹·萨韦尔·沃尔夫冈·莫扎特（德語：Franz Xaver Wolfgang Mozart，1791年7月26日—1844年7月29日），奥地利作曲家，沃尔夫冈·阿马德乌斯·莫扎特之子。

## 生平
与其父一样是一位音乐神童，虽然很早就开始从事演出和教学，但一直生活在父亲的阴影下，并未取得太大的成功。他一生没有结婚生子，同时他的哥哥卡爾·托馬斯·莫札特也没有后代，因此莫扎特的男系血統已经绝后。弗朗兹·萨韦尔·沃尔夫冈·莫扎特的作品不多，具有一定的浪漫主义特征。